# Magdaleno (Venezuela)
Pour les articles homonymes, voir Magdaleno.
Magdaleno est la capitale de la paroisse civile de Magdaleno de la municipalité de Zamora de l'État d'Aragua au Venezuela.